# Аделунг, Николай Фёдорович
Николай Фёдорович Аделунг (нем. Nikolai Michael von Adelung; 1809—1878) — тайный советник, секретарь королевы Вюртембергской Ольги Николаевны.

## Биография
Родился 11 (23) октября 1809 года в семье Фёдора Павловича Аделунга. При крещении получил имена двух великих князей Николая и Михаила Павловичей, наставником которых с 1803 года был его отец.
В январе 1828 года поступил в Учебное отделение восточных языков при Министерстве иностранных дел, начальником которого был его отец; в службу числился с 21 апреля 1828 года. Из-за болезни глаз проучился только одиннадцать месяцев и стал служить в ведомстве иностранных дел — канцелярист, переводчик, дипломатический курьер. С 1840 года был чиновником по особым поручениям (иностранная корреспонденция и литература) в департаменте Военных поселений, затем — Путей сообщения, потом — Военно-походной по флоту канцелярии. С 1846 года состоял в ведомстве министерства императорского двора, был секретарём королевы Вюртембергской до 1872 года. С 15 декабря 1850 года — статский советник, с 30 августа 1858 года — действительный статский советник; с 1 июля 1871 года — тайный советник.
С раннего возраста он был знаком с В. А. Жуковским, который имел тесное общение с его отцом в 1820—1830-е годы, и продолжал поддерживать отношения с ним после смерти отца и своего переезда в Германию. 
В 1845 году опубликовал сборник очерков отца и собранных им материалов о путешественниках по России в двух томах, которая была переведена в 1864 году: Критико-литературное обозрение путешественников по России до 1700 года и их сочинений….
Умер 15 (27) ноября 1878 года.

## Награды
российские
- орден Св. Анны 2-й ст. (21.09.1848)[3] (императорская корона к ордену — 1854)
- орден Св. Владимира 3-й ст. (1856)
- орден Св. Станислава 1-й ст. (1864)
- орден Св. Анны 1-й ст. (1870)
- орден Св. Владимира 2-й ст. (1874)
- орден Белого орла (1878)

иностранные
- шведский орден Вазы (1838)
- баденский орден Церингенского льва 3-й ст. (1854)
- прусский орден Красного орла 3-й ст. (1857)
- вюртембергский орден Фридриха (1871)
- прусский орден Красного орла 1-й ст. (1872)
- вюртембергский орден Ольги (1876)

## Семья
Был женат дважды. Первая жена (с 15.08.1845 в Ревеле), Елена Мария фон Курселль в 1849 году умерла и Николай Фёдорович в том же году, 15 мая, женился на Александрине Фёдоровне Шуберт (12.07.1824—12.10.1901), дочери Ф. Ф. Шуберта. После замужества Ольги Николаевны с Вюртембергским наследником трона Карлом в свите будущей королевы Вюртемберга Николай и Александрина Аделунг в 1846 году прибыли в Штутгарт, где у них и родились шестеро детей:
- Софи (1850—1927)
- Элизабет (1851—1851)
- Фридрих (1855—1918)[6]
- Николай (1857—1917)
- Александр[нем.] (1860—1915)
- Ольга (1864—?)